# Lituânia nos Jogos Olímpicos de Inverno de 2006
A Lituânia mandou 37 competidores para os Jogos Olímpicos de Inverno de 2006, em Turim, na Itália. A delegação não conquistou nenhuma medalha.

## Desempenho

### Biatlo
| Atleta              | Evento               | Final     | Final | Final |
| Atleta              | Evento               | Tempo     | Pen.  | Pos.  |
| ------------------- | -------------------- | --------- | ----- | ----- |
| Diana Rasimoviciute | Velocidade feminino  | 23:48.1   | 1     | 18    |
| Diana Rasimoviciute | Perseguição feminino | 41:56.37  | 5     | 27    |
| Diana Rasimoviciute | Individual feminino  | 1:00:04.4 | 8     | 66    |
| Karolis Zlatkauskas | Velocidade feminino  | 34:33.8   | 4     | 89    |

### Esqui alpino
| Atletas           | Evento                   | Final      | Final      | Final      | Final   | Final |
| Atletas           | Evento                   | 1ª Corrida | 2ª Corrida | 3ª Corrida | Total   | Pos.  |
| ----------------- | ------------------------ | ---------- | ---------- | ---------- | ------- | ----- |
| Vitalij Rumiancev | Slalom gigante masculino | DSQ        | DSQ        | DSQ        | DSQ     | DSQ   |
| Vitalij Rumiancev | Slalom masculino         | 54.03      | 50.12      |            | 1:44.15 | 7     |

### Esqui cross-country
| Atleta             | Evento                          | Preliminares | Preliminares | Quartas     | Quartas     | Semifinal   | Semifinal   | Final       | Final |
| Atleta             | Evento                          | Total        | Pos.         | Total       | Pos.        | Total       | Pos.        | Total       | Pos.  |
| ------------------ | ------------------------------- | ------------ | ------------ | ----------- | ----------- | ----------- | ----------- | ----------- | ----- |
| Aleksej Novoselkij | Clássico masculino              |              |              |             |             |             |             | DNF         | DNF   |
| Aleksej Novoselkij | Largada coletiva masculina      |              |              |             |             |             |             | DNF         | DNF   |
| Aleksej Novoselkij | Velocidade individual masculino | 2:28.04      | 59           | Não avançou | Não avançou | Não avançou | Não avançou | Não avançou | 59    |
| Irina Terentjeva   | Perseguição combinada feminina  |              |              |             |             |             |             | 48:33.7     | 53    |
| Irina Terentjeva   | Largada coletiva feminina       |              |              |             |             |             |             | DNF         | DNF   |
| Irina Terentjeva   | Velocidade individual feminino  | 2:20.08      | 37           | Não avançou | Não avançou | Não avançou | Não avançou | Não avançou | 37    |

### Patinação artística
| Atleta                              | Evento        | Dança obrigatória | Dança obrigatória | Dança original | Dança original | Dança livre | Dança livre | Total  | Total |
| Atleta                              | Evento        | Pontos            | Pos.              | Pontos         | Pos.           | Pontos      | Pos.        | Pontos | Pos.  |
| ----------------------------------- | ------------- | ----------------- | ----------------- | -------------- | -------------- | ----------- | ----------- | ------ | ----- |
| Margarita Drobiazko Povilas Vanagas | Dança no gelo | 35.23             | 8                 | 52.79          | 8              | 95.19       | 6           | 183.21 | 7     |

Legenda
| Recorde mundial      | Recorde mundial (World record)               |                       | Recorde africano                      | Recorde africano (African) |                                           | Q | Classificado por posição (Qualified) |
| Recorde olímpico     | Recorde olímpico (Olympic record)            | Recorde da América    | Recorde da América (Americas)         | q                          | Classificado por melhor tempo (Qualified) |   |                                      |
| Melhor marca do ano  | Melhor marca do ano (World leading)          | Recorde asiático      | Recorde asiático (Asian)              | DNS                        | Não largou (Did not start)                |   |                                      |
| Recorde nacional     | Recorde nacional (National record)           | Recorde europeu       | Recorde europeu (European)            | DNF                        | Não terminou (Did not finish)             |   |                                      |
| Recorde pessoal      | Recorde pessoal do atleta (Personal best)    | Recorde da Oceania    | Recorde da Oceania (Oceania)          | DSQ / DQ                   | Desclassificado (Disqualified)            |   |                                      |
| Recorde da temporada | Recorde da temporada do atleta (Season best) | Recorde sul-americano | Recorde sul-americano (South America) | NM                         | Sem marca (No mark)                       |   |                                      |